# Shīrīn Sū
Shīrīn Sū (persiska: شيرين سو, شيرين سُّ, شيرونسو) är en ort i Iran.   Den ligger i provinsen Hamadan, i den nordvästra delen av landet, 270 km väster om huvudstaden Teheran. Shīrīn Sū ligger 1 797 meter över havet och antalet invånare är 2 280.
Terrängen runt Shīrīn Sū är platt åt sydväst, men åt nordost är den kuperad.Runt Shīrīn Sū är det ganska tätbefolkat, med 52 invånare per kvadratkilometer. Shīrīn Sū är det största samhället i trakten. Trakten runt Shīrīn Sū består i huvudsak av gräsmarker.